# 歌志内興産
歌志内興産株式会社（うたしないこうさん）は、北海道のガラス加工会社。

## 沿革
歌志内興産の前身となった空知産業は、北海道炭礦汽船（北炭）のグループ会社として歌志内市の空知炭鉱を運営していた空知炭礦株式会社の子会社で、露頭炭の採掘を主な業務としてきた。しかし国が新石炭政策に基づき業界の構造調整を推し進める中、空知炭礦も業務多角化を強いられ、1992年7月、新分野開拓の第一弾として空知産業を主体に軍手製造に参入した。当初、軍手の出荷先は北炭グループ関係を介した限られた範囲であったが、1992年11月には道内ホームセンター大手の石黒ホーマ（現：DCM）と業務提携し販路を拡大した。空知炭礦はこれに加えて露頭炭採掘跡地を利用したワイン用ブドウの栽培にも着手、採炭機械の製造修理を行う子会社の赤間工作所（赤平市）は業務を一般機械に広げるほか、1994年にはガラス加工にも進出を決め、1994年10月には歌志内で加工場の建設が開始された。板ガラスの仕入れや加工品の販売には既に輸入板ガラス販売を手がける北炭のルートを利用し、1995年5月から生産を開始する計画であった。
ところが1995年1月、空知炭礦は組合に炭鉱閉山を通告、2月には空知炭礦と親会社の北海道炭礦汽船が会社更生法の適用を申請し、3月には炭鉱が閉山となった。空知産業は自立性が高いとして存続されることになり、ガラス加工事業などほかの存続事業を統合し、歌志内興産の社名で再出発を図ることになった。空知炭礦と北炭との資本関係は解消されるものの、ガラスの仕入れや販売においては業務提携の形で関係が維持されることになった。しかし新事業の滑り出しはいずれも順調とは言えなかった。ガラス事業は1995年9月から本格的に稼働を始めたものの、業界が大手の寡占状態にあり、1996年6月のJIS取得までは販路の拡大もままならぬ状況にあった。1996年春から始めたそば栽培はシカに畑を荒らされ断念、機械工作部門は工場が火災で焼失し閉鎖を余儀なくされた。
1997年には秋田の飲食店チェーンより比内地鶏の委託生産の引き合いがあり養鶏事業に参入、飲食店チェーン側の方針変更により事業化には至らなかったものの、飼育経験を生かして道畜産試験場が開発した「北海地鶏」の飼育に転じた。飼育方法で試行錯誤を重ねた後、2000年に札幌市内のホテル向けに依頼した試食で好評を得て事業は本格化、2002年には直営店「北海地鶏庵」を出店し、飲食店からも好評を得た。この活動を取り上げた北海道放送の番組は、民放連の最優秀賞を受賞した。2005年には養鶏場や加工工場を新設、2007年時点では年間2万羽を出荷するまでに拡大した。しかし、2008年からの不況で高級食材の需要が急激に縮小、養鶏事業からも2009年に撤退した。生育期間の長さが重荷になったとされる。
2011年には対応可能な製品を増やすためにガラス製造ライン新設に必要な資金を市の助成金から確保、2012年時点では、ガラス加工事業が運送事業に次ぐ主要事業となっている。